# Liste des résolutions du Conseil de sécurité des Nations unies sur le Koweït
Cet article dresse une liste des résolutions du Conseil de sécurité des Nations unies concernant le Koweït.

## Koweït
En forme longue l'État du Koweït, en arabe Kuwayt, الكويت et Dawlat al Kuwayt, دولة الكويت
- Résolution 660 : Irak et Koweït, demande de retrait immédiat et inconditionnel des forces irakiennes du Koweït (adoptée le 2 août 1990).
- Résolution 661 : Irak et Koweït (adoptée le 6 août 1990).
- Résolution 662 : Irak et Koweït (adoptée le 9 août 1990).
- Résolution 664 : Irak et Koweït (adoptée le 18 août 1990).
- Résolution 665 : Irak et Koweït (adoptée le 25 août 1990).
- Résolution 666 : Irak et Koweït (adoptée le 13 septembre 1990).
- Résolution 667 : Irak et Koweït (adoptée le 16 septembre 1990).
- Résolution 669 : Irak et Koweït (adoptée le 24 septembre 1990).
- Résolution 670 : Irak et Koweït (adoptée le 25 septembre 1990).
- Résolution 674 : Irak et Koweït (adoptée le 29 octobre 1990).
- Résolution 677 : Irak et Koweït (adoptée le 28 novembre 1990).
- Résolution 678 : Irak et Koweït (autorisation de la force pour l'application de la résolution 660, conduisant à la guerre du Golfe) (adoptée le 29 novembre 1990).
- Résolution 686 : Irak-Koweït (adoptée le 2 mars 1991).
- Résolution 692 : Irak-Koweït (adoptée le 20 mai 1991).
- Résolution 700 : Irak-Koweït (adoptée le 17 juin 1991).
- Résolution 706 : Irak-Koweït (adoptée le 15 août 1991).
- Résolution 773 : l’Irak et le Koweït (adoptée le 26 août 1992).
- Résolution 778 : l'Irak et le Koweït (adoptée le 2 octobre 1992).
- Résolution 806 : Irak-Koweït (adoptée le 5 février 1993).
- Résolution 833 : Irak-Koweït (adoptée le 27 mai 1993).
- Résolution 899 : compensation du payement des citoyens privés Irakiens qui sont assignés en résidence sur le territoire Koweïtien pour suivre la démarcation de la frontière entre l'Irak et le Koweït.
- Résolution 949 : situation entre l’Irak et le Koweït (condamnation du déploiement militaire).
- Résolution 986 : situation entre l’Irak et le Koweït (autorisation d’importation de pétrole irakien)
- Résolution 1051 : la situation entre l’Irak et le Koweït
- Résolution 1060 : la situation entre l’Irak et le Koweït
- Résolution 1111 : situation entre l'Irak et le Koweït
- Résolution 1115 : situation entre l'Irak et le Koweït
- Résolution 1129 : situation entre l'Irak et le Koweït.
- Résolution 1134 : situation entre l'Irak et le Koweït
- Résolution 1137 : situation entre l'Irak et le Koweït
- Résolution 1143 : situation entre l'Irak et le Koweït
- Résolution 1153 : la situation entre l'Irak et le Koweït.
- Résolution 1154 : la situation entre l'Irak et le Koweït.
- Résolution 1158 : la situation entre l'Irak et le Koweït.
- Résolution 1175 : la situation entre l'Irak et le Koweït.
- Résolution 1194 : la situation entre l'Irak et le Koweït.
- Résolution 1205 : la situation entre l'Irak et le Koweït.
- Résolution 1210 : la situation entre l'Irak et le Koweït.
- Résolution 1242 : la situation entre l'Irak et le Koweït
- Résolution 1266 : la situation entre l'Irak et le Koweït.
- Résolution 1275 : la situation entre l'Irak et le Koweït.
- Résolution 1280 : la situation entre l'Irak et le Koweït.
- Résolution 1281 : la situation entre l'Irak et le Koweït.
- Résolution 1284 : adoptée par le Conseil de sécurité sur la situation entre l'Irak et le Koweït, modification des sanctions contre l'Irak pour autoriser nourriture et médicaments (décembre 1999).
- Résolution 1293 : situation entre l'Irak et le Koweït.
- Résolution 1302 : situation entre l'Irak et le Koweït.
- Résolution 1330 : situation entre l'Irak et le Koweït
- Résolution 1352 : la situation entre l'Irak et le Koweït.
- Résolution 1360 : la situation entre l'Irak et le Koweït.
- Résolution 1382 : la situation entre l'Irak et le Koweït.
- Résolution 1409 : la situation entre l'Irak et le Koweït.
- Résolution 1441 : la situation entre l'Irak et le Koweït.
- Résolution 1443 : la situation entre l'Irak et le Koweït.
- Résolution 1447 : la situation entre l'Irak et le Koweït.
- Résolution 1454 : la situation entre l'Irak et le Koweït.
- Résolution 1472 : la situation entre l'Irak et le Koweït.
- Résolution 1476 : la situation entre l'Irak et le Koweït.
- Résolution 1483 : la situation entre l'Irak et le Koweït.
- Résolution 1490 : la situation entre l'Irak et le Koweït.
- Résolution 1500 : la situation entre l'Irak et le Koweït.
- Résolution 1511 : la situation entre l'Irak et le Koweït.
- Résolution 1518 : la situation entre l'Irak et le Koweït.
- Résolution 1538 : la situation entre l'Irak et le Koweït.
- Résolution 1546 : la situation entre l'Irak et le Koweït.
- Résolution 1557 : la situation entre l'Irak et le Koweït.
- Résolution 2107 : la situation entre l’Iraq et le Koweït (adoptée le 27 juin 2013 lors de la 6990e séance).